# Nosorożec (dramat)
Nosorożec (oryg. Rhinocéros) – sztuka teatralna autorstwa Eugène’a Ionesco, napisana w języku francuskim w 1959. Składa się ona z trzech aktów, choć niekiedy bywa także dzielona na cztery akty, ze względu na to że akt drugi rozgrywa się w dwóch miejscach. Dramat jest zaliczany do klasyki teatru absurdu.

## Osoby dramatu
- Berenger – główny bohater dramatu, everyman. Jest pracownikiem biura wydawnictwa prawniczego na stanowisku korektora. Nudzi go monotonne życie w miasteczku. W weekendy prowadzi hulaszczy tryb życia. Przejawia skłonności do nadużywania alkoholu, przez co często bywa postrzegany jako alkoholik. Berenger z początku nie dba o swój wygląd zewnętrzny, ani o rozwój intelektualny. Jest nieśmiały. Boi się wyznać miłość swojej koleżance Daisy.
- Jan – bliski przyjaciel Berengera, który w przeciwieństwie do niego cechuje się dumą, elokwencją, pedanterią, oraz wzorowym wychowaniem. Jest typem intelektualisty. Pomimo iż zadaje się z Berengerem, często między nimi dochodzi do kłótni. Jan lubuje się w wytykaniu mu jego wad.
- Daisy – recepcjonistka z pracy Berengera, w której jest zakochany
- Dudard – kolega z pracy Berengera, od którego jest wyżej postawiony w hierarchii pracowników. Posiada tytuł magistra praw. Ma około trzydziestu pięciu lat. Podobnie jak Berenger, kocha się w Daisy.
- Botard – emerytowany nauczyciel w wieku około sześćdziesięciu lat. Również pracuje w biurze prasowym. Jest negatywnie nastawiony do ludzi, z którymi pracuje. Często wszczyna kłótnie. Jest zadeklarowanym ateistą i najprawdopodobniej komunistą. Nie wierzy w żadne doniesienia, jeżeli sam osobiście nie przekona się o ich prawdziwości.
- Pan Motylek (oryg. Monsieur Papillon) – kierownik działu biura w wieku około pięćdziesięciu lat
- Pani Wołowina (oryg. Madame Bœuf) – żona Pana Wołowiny, który jest pracownikiem biura
- Logik – naukowiec, którego cechą charakterystyczną są siwe wąsy, binokle i słomkowy kapelusz
- Starszy Pan – przyjaciel Logika, często prowadzi z nim dysputy na temat logiki
- Sklepikarz
- Sklepikarka
- Właściciel knajpy
- Kelnerka
- Strażak
- Staruszek
- Żona Staruszka

## Opis dramatu

### Akt I
Akcja w akcie pierwszym rozgrywa się na placu w prowincjonalnym miasteczku we Francji. Dwaj przyjaciele, Berenger oraz Jan spotykają się na tarasie knajpy. Jan gani kolegę za niepunktualność oraz zaniedbany wygląd, którego powodem była nocna impreza Berengera. Po pewnym czasie przez plac miasta przebiega nosorożec, co wywołuje ogólne poruszenie. Jedynie Berenger nie jest zainteresowany nowym zjawiskiem. Pojawienie się nosorożca jest żywo dyskutowane wśród mieszczaństwa. Następnie dwaj przyjaciele kontynuują przerwaną rozmowę, w której Jan motywuje Berengera do zmiany swoich zwyczajów. Ich dyskusja przeplatana jest sporem Logika i Starszego Pana. Po tym jak nosorożec przebiega po raz drugi, z płaczem na środek sceny wybiega Paniusia. Jej kot został stratowany przez nosorożca. Mieszkańcy miasta pocieszają Paniusię. W międzyczasie Jan i Berenger kłócą się o to, czy nosorożec miał jeden, czy dwa rogi. Akt kończy się wymarszem konduktu pogrzebowego z trumną kota, oraz rozejściem się Jana i Berengera.

### Akt II
Akcja początkowo rozgrywa się w biurze wydawnictwa prawniczego. Daisy, Dudard oraz Pan Motylek kłócą się z Botardem, który nie dowierza informacjom na temat pojawienia się w mieście nosorożca. W pewnym momencie wchodzi spóźniony Berenger. Krótko po zaczęciu pracy do biura wpada Pani Wołowina, goniona przez nosorożca z zamiarem usprawiedliwienia nieobecności męża. Podczas gdy pracownicy biura próbują uspokoić kobietę, schody prowadzące do biura zawalają się pod naporem cielska nosorożca. Botard jest zmuszony uwierzyć w opowiadane mu historie, natomiast Pani Wołowina poznaje w nosorożcu swojego męża i rzuca się z wysokości na jego grzbiet. Pracownicy zostają ewakuowani przez okno przy pomocy strażaków. Następnie akcja przenosi się do pokoju Jana, który podupadł na zdrowiu. W odwiedziny do niego przychodzi Berenger. Samopoczucie Jana pogarsza się coraz bardziej. Ostatecznie przemienia się on w nosorożca. Okazuje się, że w całym miasteczku ludzie robią to samo. Przeciwny nowej manii Berenger, ucieka do swojego domu.

### Akt III
Podłamany psychicznie Berenger zostaje odwiedzony przez Dudarda. Sytuacja w miasteczku zaczyna się jeszcze bardziej pogarszać. Coraz więcej osób przemienia się nosorożce, które szarżują pod oknami Berengera. Razem z Dudardem dyskutują o zaistniałej sytuacji. Później pojawia się także Daisy z jedzeniem dla Berengera. Dudard jest zazdrosny o dziewczynę i wychodzi z mieszkania, dołączając się do nosorożców, które zaczynają stanowić większość w miasteczku. Oprócz niego nosorożcami stają się między innymi Pan Motylek, Botard oraz strażacy. Po odejściu Dudarda Berenger wyjawia swoją miłość do Daisy. Razem postanawiają nie poddawać się w walce o "ludzkość", jednak po pewnym czasie Daisy nie ma ochoty być w mniejszości wobec "nowych mieszkańców". Między nią a Berengerem dochodzi do różnicy zdań. Ostatecznie Daisy odchodzi, ale z dramatu nie wynika, czy przemienia się w nosorożca, czy też nie. W międzyczasie na ścianie mieszkania pojawiają się głowy nosorożców. Zdesperowany Berenger jest bliski załamania. Nosorożce niszczą miasto i wstrząsają jego mieszkaniem. Mimo wszystko Berenger nie ulega presji i szukając strzelby zapowiada walkę o "ludzkość" do końca.

## Inscenizacje
W sierpniu 1959 Nosorożca zaprezentowano w słuchowisku radiowym za pośrednictwem stacji BBC. Premiera dramatu miała miejsce 22 stycznia 1960 roku w Théâtre de France Paryżu. Reżyserem sztuki był Jean-Louis Barrault, któremu Ionesco dedykował swój dramat. Barraul wcielił się także w rolę Berengera. Daisy zagrała wówczas Simone Valère. W tym samym roku w Londynie w Royal Court Theatre Nosorożca wystawił Orson Welles. Berengera zagrał Laurence Olivier, a Daisy Joan Plowright. W inscenizacji z 2007 w tym samym teatrze w Berengera wcielił się Benedict Cumberbatch. W 1974 powstał film na podstawie sztuki z Genem Wilderem w głównej roli. W Polsce Nosorożec miał swoją premierę w Teatrze Wybrzeże w 1960 w Sopocie. W 2013 "Nosorożca" wystawił Teatrze Dramatycznym imienia Gustawa Holoubka. Spektakl ten wyreżyserował Artur Tyszkiewicz. Główną postać sportretował Paweł Domagała, Dudarda Sławomir Grzymkowski, Botarda Waldemar Barwiński, Pana Motylka Andrzej Blumenfeld, a Daisy Anna Szymańczyk.